# Ulotrichopus rama
Ulotrichopus rama är en fjärilsart som beskrevs av Moore 1885. Ulotrichopus rama ingår i släktet Ulotrichopus och familjen nattflyn. Inga underarter finns listade i Catalogue of Life.